# 情報調査局
情報調査局（じょうほうちょうさきょく英語: Information Research Department、略称 IRD）とは、冷戦期のイギリスに存在したプロパガンダ機関。1947年から1977年まで存在した。初代局長はラルフ・マリー。

## 概要
第二次世界大戦後、世界の国際文化交流はソ連に圧倒されていた。ソ連は青年国際組織を使って世界中でプロパガンダ工作を繰り広げていたのである。国際交流を扱う外務省の文化関係局（CRD）はMI5やMI6と協力して工作に対抗していた。
そんな中、イギリスの外務大臣アーネスト・ベヴィンが国連でソ連の外相モロトフにプロパガンダ文書を使って罵られるという事件が起きた。事態を重く見たイギリスは、外務省内に本格的なプロパガンダを行う組織として、情報調査局（IRD）を設立する事にした。MI6とも協力し、情報調査局は外務省内で最大の組織となっていった。
IRDはソ連のプロパガンダに対抗するため、共産主義体制の貧困や抑圧について広報を行った。IRDは作成した資料をイギリスの閣僚や議員、労働組合員、労働党国際部、また国連派遣の外交官や、BBCなどのメディア、ジャーナリスト、作家など広範にわたり配布した。
IRDのプロパガンダ手法は、虚偽・虚構を行う「ブラック・プロパガンダ」ではなく、事実に基づいた「グレイ・プロパガンダ」を行うこととされた。
1950年代には最も繁栄したが、労働党を使った政治工作やお金だけを要求する協力者が問題となり1977年に閉鎖された。

## 組織
情報調査局の組織は国ごとの「カントリーデスク」で構成されていたが、最大の特徴は「イギリスデスク」が存在した事である。情報調査局はイギリスの世論を最大の標的の一つとしていた。第三世界も主な標的であった。
任務の関係上組織は秘密であり、要員は身分を秘密にする事を要求された。しかしケンブリッジ・ファイヴの一人ガイ・バージェスによって、情報調査局の存在はソ連に筒抜けであったという。
CIA等とも協力し、数々の工作を世界中で行った。大使館にはカバーを持ったIRDの要員がおり、地元のジャーナリストやオピニオンリーダーに情報を流したり、東側からの亡命者を受け入れていたという。

## 工作
大使館の要員を通じて工作を行ったほか、協力的な知識人の著作を広める事でプロパガンダを行った。特にジョージ・オーウェルの「1984」「動物農場」は価値のある本とされた。情報調査局は海外での著作権を買い、海外の出版社に無償で出版権を与える事で大量に広める事に成功した。
ジョージ・オーウェルは協力者にすべきでない人間のリストを作成して情報調査局の友人に渡しており、このリストは「オーウェル・リスト」と呼ばれている。このリストにはチャーリー・チャップリンやJ・B・プリーストリー等が含まれている。
BBCワールドサービスに情報を流していたほか、東側の数々の行いを内外の労働組合や政党に暴露した。その際、情報調査局は労働党の国際部をうまく利用した。彼らは内外の労働団体に接触できたからである。内外から集めた共産主義者の情報を渡して労働党のパージにも加担したという。

## 歴代局長
| 代 | 名前               | 英綴         | 在任            | 備考         |
| -- | ------------------ | ------------ | --------------- | ------------ |
| 1  | ラルフ・マリー     | Ralph Murray | 1947年 - 1953年 |              |
| 2  | ジョン・レニー     | John Rennie  | 1953年 - 1958年 | 後にMI6長官  |
| 3  | レイ・ホイットニー | Ray Whitney  | 1958年 - 1977年 | 後に政務次官 |